# Шассаль
Шасса́ль (фр. Chassal) — колишній муніципалітет у Франції, у регіоні Бургундія-Франш-Конте, департамент Жура. Населення — 480 осіб (2011).
Муніципалітет був розташований на відстані близько 380 км на південний схід від Парижа, 100 км на південь від Безансона, 40 км на південний схід від Лонс-ле-Соньє.

## Історія
У 1956-2015 роках муніципалітет перебував у складі регіону Франш-Конте. Від 1 січня 2016 року належав до нового об'єднаного регіону Бургундія-Франш-Конте.
1 січня 2019 року Шассаль і Моленж було об'єднано в новий муніципалітет Шассаль-Моленж.

## Демографія
Динаміка населення (Insee ):
Розподіл населення за віком та статтю (2006):
| Стать | Всього | До 15 років | 15-24 | 25-44 | 45-64 | 65-85 | Понад 85 |
| --- | ------ | ----------- | ----- | ----- | ----- | ----- | -------- |
| Чоловіки | 212    | 24          | 16    | 76    | 56    | 40    | 0        |
| Жінки | 276    | 52          | 32    | 68    | 72    | 48    | 4        |
| \| Статево-вікова піраміда \| Статево-вікова піраміда \| Статево-вікова піраміда \| \| ----------------------- \| ----------------------- \| ----------------------- \| \| Чоловіки \| Вік \| Жінки \| \| 0 \| 85 + \| 4 \| \| 8 \| 80-84 \| 8 \| \| 8 \| 75-79 \| 8 \| \| 8 \| 70-74 \| 24 \| \| 16 \| 65-69 \| 8 \| \| 8 \| 60-64 \| 8 \| \| 12 \| 55-59 \| 20 \| \| 24 \| 50-54 \| 28 \| \| 12 \| 45-49 \| 16 \| \| 24 \| 40-44 \| 20 \| \| 24 \| 35-39 \| 24 \| \| 12 \| 30-34 \| 16 \| \| 16 \| 25-29 \| 8 \| \| 4 \| 20-24 \| 12 \| \| 12 \| 15-20 \| 20 \| \| 4 \| 10-14 \| 16 \| \| 8 \| 5-9 \| 20 \| \| 12 \| 0-4 \| 16 \| |        |             |       |       |       |       |          |
| Статево-вікова піраміда |        |             |       |       |       |       |          |
| Чоловіки | Вік    | Жінки       |       |       |       |       |          |
| 0 | 85 +   | 4           |       |       |       |       |          |
| 8 | 80-84  | 8           |       |       |       |       |          |
| 8 | 75-79  | 8           |       |       |       |       |          |
| 8 | 70-74  | 24          |       |       |       |       |          |
| 16 | 65-69  | 8           |       |       |       |       |          |
| 8 | 60-64  | 8           |       |       |       |       |          |
| 12 | 55-59  | 20          |       |       |       |       |          |
| 24 | 50-54  | 28          |       |       |       |       |          |
| 12 | 45-49  | 16          |       |       |       |       |          |
| 24 | 40-44  | 20          |       |       |       |       |          |
| 24 | 35-39  | 24          |       |       |       |       |          |
| 12 | 30-34  | 16          |       |       |       |       |          |
| 16 | 25-29  | 8           |       |       |       |       |          |
| 4 | 20-24  | 12          |       |       |       |       |          |
| 12 | 15-20  | 20          |       |       |       |       |          |
| 4 | 10-14  | 16          |       |       |       |       |          |
| 8 | 5-9    | 20          |       |       |       |       |          |
| 12 | 0-4    | 16          |       |       |       |       |          |

## Економіка
2010 року серед 321 особи працездатного віку (15—64 років) 249 були активними, 72 — неактивними (показник активності 77,6%, у 1999 році було 73,7%). З 249 активних мешканців працювало 225 осіб (119 чоловіків та 106 жінок), безробітними було 24 (11 чоловіків та 13 жінок). Серед 72 неактивних 23 особи були учнями чи студентами, 25 — пенсіонерами, 24 були неактивними з інших причин.

У 2010 році в муніципалітеті числилось 190 оподаткованих домогосподарств, у яких проживали 481,5 особи, медіана доходів виносила 17 325 євро на одного особоспоживача